# 锁儿哈
锁儿哈（?—?），又译瑣兒哈、锁剌海，一名兀鲁带。大蒙古国亦乞列思部首领，孛秃之子。
锁儿哈事奉窝阔台。与木华黎攻取葭州，降伏其民，派遣伯秃儿哈拙赤碣到大汗处献捷，窝阔台说：“你父亲宣力国家，朕之前见过。现在锁儿哈能光照前烈。”赐给他金锦、金带、七宝鞍。1233年，金朝将领强元帅围怀州，曷思麦里率军及昔里吉思、锁儿哈等力战，金兵退。召他至中都，因病而亡。锁儿哈先娶宗女不海罕（布尔噶）公主，后又娶皇子闊出之女安秃公主，生女为元宪宗亦乞烈皇后。锁儿哈进封昌王，谥武定。儿子札忽儿臣。

## 延伸阅读
[在维基数据编辑]
 《新元史/卷115》，出自柯劭忞《新元史》